# Patrick Romantik
Patrick Andrés Ingunza Vargas (distrito de Lima, 21 de julio de 1986), conocido por su nombre artístico Patrick Romantik, es un cantante, compositor y productor discográfico peruano, que obtuvo reconocimiento por haber compuesto diferentes canciones para otros cantantes nacionales e internacionales, además de interpretarlas.

## Biografía
Nació el 21 de julio de 1986 en el distrito de Lima, provincia homónima, bajo el nombre de Patrick Andrés Ingunza Vargas.[cita requerida] Proveniente de una familia de clase baja, vivió sus primeros años en la Unidad Vecinal Mirones hasta cumplir la edad de dieciséis años, cuando se mudaría a Estados Unidos allá por 2003.
Tras llegar al país norteamericano, realizó diferentes oficios para poder comprar sus instrumentos musicales. Comenzó su carrera artística formando parte de una banda de rock sin éxito y más tarde, probaría suerte como compositor, escribiendo canciones para telenovelas mexicanas y venezolanas, además de realizar jingles. Tiempo más tarde, firmaría con Sony Music Latin para desarrollar sua trabajos musicales.
Pero fue hasta el año 2016, cuando Romantik iniciaría su etapa de colaboraciones con diferentes artistas internacionales, siendo su primer trabajo con Enrique Iglesias en la elaboración de su sencillo «Duele el corazón», interpretado por el cantante español en dueto con Wisin. Inicialmente, trabajó con Servando Primera para componer canciones de diferentes grupos musicales. Gracias a «Duele el corazón», Romantik alcanzaría al estrellato internacional llegando al Top 1 de los ranking musicales y firmó un contrato con la disquera Sony Latin Artist ese año.
Al año siguiente, fue parte de la composición del tema musical «Mayores», interpretado por los cantantes Becky G y Bad Bunny, en el cual también obtuvo el éxito a nivel mundial, debido a la popularidad de ambos y recibieron 26 discos de diamante. En el año 2018, participó en la canción «Mi suegra» de Maricarmen Marín como compositor del proyecto[cita requerida] y en 2019, colaboró con Thalía y Lali Espósito para el sencillo «Lindo pero bruto».
Como cantautor, Romantik lanzó su tema debut «Cerquita de mí» en 2019, fusionando al reggaetón con el pop latino, en el cual llegó a consolidarse en la música. Adicionalmente, a finales de año lanzó el remix del sencillo mencionado con Leslie Shaw y compuso el tema «Adicto» para los artistas Marc Anthony y Prince Royce.
Regresó al Perú en el año 2020, para colaborar con la agrupación musical Corazón Serrano en el sencillo «No sé nada del amor» en la voz de la vocalista del dicho conjunto Lesly Águila, en el cual Romantik señaló que sería denominada como la cumbia del año, continuando con las fusiones musicales.
Prestó su colaboración con Grupo 5 con el tema musical «Sedúcela», en el cual obtuvo reconocimiento por parte de la emisora Nueva Q, obteniendo el título de Qqqumbia del año.Previo a ello, coescribió el tema «Fenomenal», interpretado por la cantante estadounidense Elena Rose.[cita requerida]
En el año 2022, Romantik interpreta con Erick Elera y Hermanos Yaipén, el tema musical «Chiquitita», manteniendo la esencia musical de la orquesta mencionada. Al año siguiente, lanzó su siguiente canción «Carrusel», contando con el intérprete Pol Nava, agregando el estilo de la cumbia sureña.

## Discografía

### LP
- 2019: Cerquita de mí
- 2020: No sé nada del amor (con Corazón Serrano)
- 2021: Chiquitita (con Erick Elera y Hermanos Yaipén)
- 2021: Sedúcela (con Grupo 5)
- 2023: Carrusel (con Pol Nava)